# Kerc község
Kerc község (románul: Comuna Cârţa) község Szeben megyében, Romániában. Központja Kerc, beosztott falva Gainár.

## Népessége
1850-től a népesség alábbiak szerint alakult:
| Lakosok száma | 1252 | 1208 | 1332 | 1198 | 1295 | 1487 | 1116 | 933  | 906  | 1042 |
|               | 1850 | 1880 | 1900 | 1920 | 1941 | 1977 | 1992 | 2002 | 2011 | 2021 |

A 2011-es népszámlálás adatai alapján a község népessége 906 fő volt, melynek 87,53%-a román, 4,53%-a német és 4,08%-a roma. Vallási hovatartozás szempontjából a lakosság 88,74%-a ortodox, 5,63%-a evangélikus és 1,1%-a hetednapi adventista.

## Nevezetességei
A község területéről az alábbi épületek szerepelnek a romániai műemlékek jegyzékében:
- a kerci kolostor (SB-II-a-A-12348)
- a Kerc 216. szám alatti, 1827-ben épült lakóház (SB-II-m-B-12349)

## Híres emberek
- Kercen született Viktor Kästner (1826–1857), erdélyi szász tájszólásban alkotó költő.